# 은석초등학교 천북분교
은석초등학교 천북분교는 대한민국 충청남도 천안시 동남구 북면 오곡2길 6-13 (오곡리)에 있었던 공립 초등학교이다.

## 연혁
- 1933.06.20 북면공립보통학교(4년제) 개교(설립인가 5월 30일)
- 1940.04.01 천북공립심상소학교로 개칭
- 1941.04.01 천북공립국민학교(6년제)로 개칭
- 1950.06.01 천북국민학교로 개칭
- 1992.03.01 은석국민학교 천북분교장 편입
- 1996.03.01 은석초등학교 천북분교장으로 명칭 변경
- 2000.09.01 폐교(위례초등학교로 통합)